# La Guardia de Jaén
La Guardia de Jaén é um município da Espanha, na província de Xaém, comunidade autónoma da Andaluzia. Tem 38,43 km² de área e em 2021 tinha 5 082 habitantes (densidade: 132,2 hab./km²). Pertence à Comarca Metropolitana de Xaém, e limita com os municípios de Xaém, Pegalajar e Mancha Real.